# Каббадион

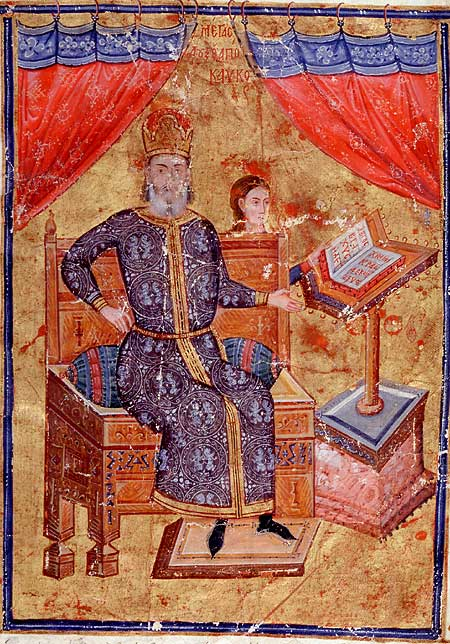
Мегадука Алексей Апокавк в стиле одежды его канцелярии, включая богато украшенный синий каббадион

Каббадион (греч. καββάδιον) или каввадион представлял собой кафтаноподобную одежду восточного происхождения, которая стала стандартной частью придворного костюма в последние века Византийской империи.
Первое известное упоминание о каббадионе встречается в «Клиторологии» 899 года, где он упоминается как одежда варварских (ethnikoi) членов личной охраны императора Гетарии. Он вновь появляется в середине XIV века в Книге канцелярий псевдо-Кодина как стандартное церемониальное платье почти для всех членов суда. Кодин описывает его как «ассирийскую» одежду, принятую персами, ясно указывающую на происхождение из исламского мира. Поэтому его обычно приравнивают к длинной, похожей на кафтан и с рукавами тунике, которую носят различные византийские чиновники на изображениях XIII-XV веков. Он закреплён спереди и носился с поясом. Его цвет и оформление были определены по рангу, как описано Кодином; обычно он был богато украшен золотыми вышивками на воротнике и по краям вдоль рукавов и по низу и мог быть украшен жемчугом.